# Christian X.

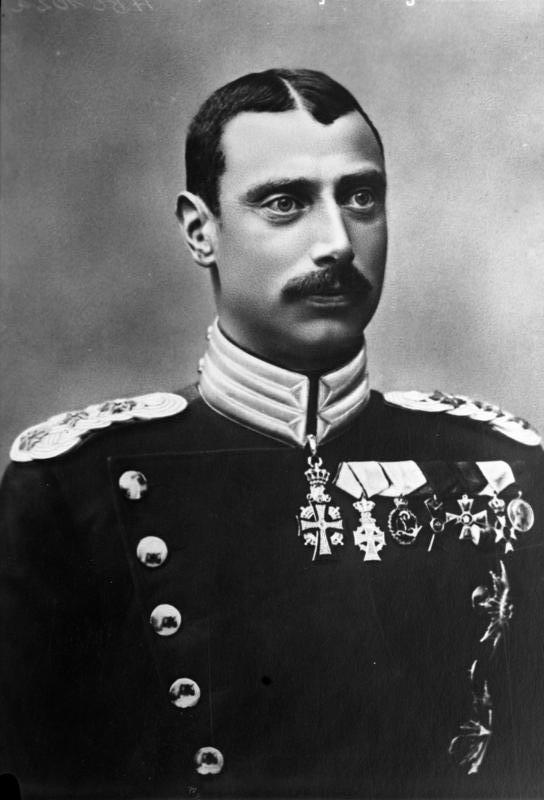
Christian X. (1925)

Christian X. (mit vollem Namen Prinz Christian Carl Frederik Albert Alexander Vilhelm; * 26. September 1870 auf Schloss Charlottenlund, Gentofte; † 20. April 1947 in Schloss Amalienborg, Kopenhagen) aus dem Haus Schleswig-Holstein-Sonderburg-Glücksburg war von 1912 bis 1947 König von Dänemark sowie als Kristján X von 1918 bis 1944 König von Island. Während er nach dem Ersten Weltkrieg im Gefolge der Osterkrise seinen Anspruch auf eine politische Rolle aufgeben musste, wurde er im Zweiten Weltkrieg zum Symbol des dänischen Widerstands gegen die deutsche Besatzungsmacht.

## Leben

### Jugend und Ausbildung

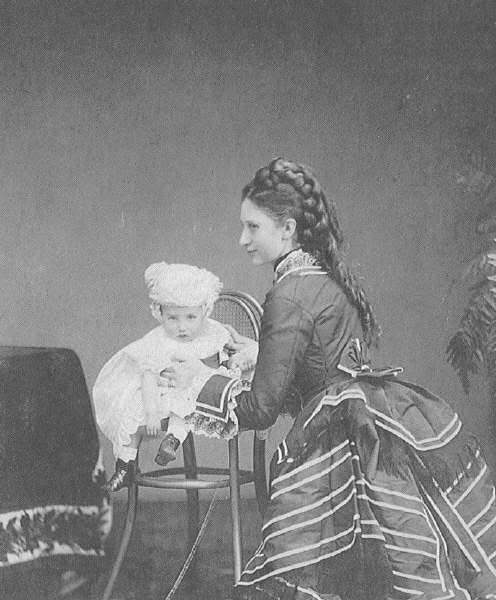
Kronprinzessin Louise mit ihrem erstgeborenen Sohn.

Prinz Christian von Dänemark wurde am 26. September 1870 als erstes Kind des dänischen Kronprinzen Friedrich (ab 1906 Friedrich VIII.) und dessen Gemahlin Louise von Schweden-Norwegen auf Schloss Charlottenlund geboren. Regierender König von Dänemark war sein Großvater väterlicherseits Christian IX. Der dänische Dichter und Schriftsteller H. C. Andersen schrieb am nächsten Tag in sein Tagebuch: „In der Nacht vor 12 wurde ein Prinz von der Kronprinzessin geboren, heute wird die ganze Stadt bei dem schönen Wetter beflaggt.“ Am 31. Oktober 1870 wurde er in der Schlosskapelle von Christiansborg durch den Bischof von Seeland und Primas der Dänischen Volkskirche Hans Lassen Martensen auf den vollen Namen Christian Carl Frederik Albert Alexander Vilhelm getauft.
Seine Kindheit verbrachte Prinz Christian auf den Schlössern Amalienborg und Charlottenlund. Die Nachkommen des Kronprinzen erhielten eine christlich dominierte Privaterziehung, die sich durch Strenge, Pflichterfüllung, Sorgfalt und Ordnung auszeichnete. 1889 legte Prinz Christian als Privatist sein Examen Artium (Abitur) als erster dänischer Prinz ab. Er begann anschließend eine Offizierslaufbahn im 5. Dragoner-Regiment. In den Jahren 1891/92 absolvierte er die dänische Militärakademie in Randers, diente in verschiedenen Regimentern der Leibgarde und stieg 1908 zum Generalmajor auf. Am 29. Januar 1906 wurde er nach dem Tod seines Großvaters Christian IX. und der Thronbesteigung seines Vaters neuer dänischer Thronfolger.

### Ehe und Nachkommen

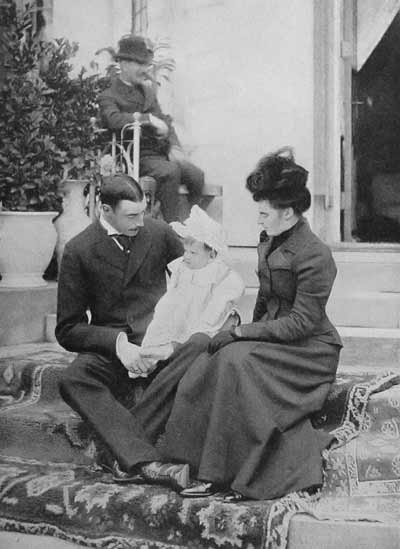
Christian und Alexandrine mit Frederik (1900)

Als junger Mann war Prinz Christian in die französische Prinzessin Marguerite von Orléans verliebt, die eine jüngere Schwester der Frau seines Onkels Prinz Waldemar, Prinzessin Marie d’Orléans, war. Die Gefühle wurden jedoch nicht erwidert, und nach einigen Jahren unglücklicher Verliebtheit heiratete sie 1896 Marie-Armand-Patrice de Mac-Mahon, Herzog von Magenta, Sohn des französischen Marschalls und Staatspräsidenten Patrice de Mac-Mahon.
Am 26. April 1898 heiratete Christian in Cannes die deutsche Prinzessin Alexandrine zu Mecklenburg, älteste Tochter von Großherzog Friedrich Franz III. von Mecklenburg und dessen Ehefrau Anastasia Michailowna Romanowa.
Aus der Verbindung gingen zwei Söhne hervor:
- Prinz Frederik (* 11. März 1899; † 14. Januar 1972), als Frederik IX. König von Dänemark ⚭ Ingrid von Schweden
- Prinz Knut (* 27. Juli 1900; † 14. Juni 1976), Erbprinz von Dänemark ⚭ Caroline Mathilde von Dänemark

Anlässlich der Hochzeit schenkte das dänische Volk dem Brautpaar Schloss Marselisborg. Daneben nutzten Christian und Alexandrine Schloss Sorgenfri als Sommerresidenz und ein Appartement im Kopenhagener Schloss Amalienborg.

### Als König (1912 bis 1947)

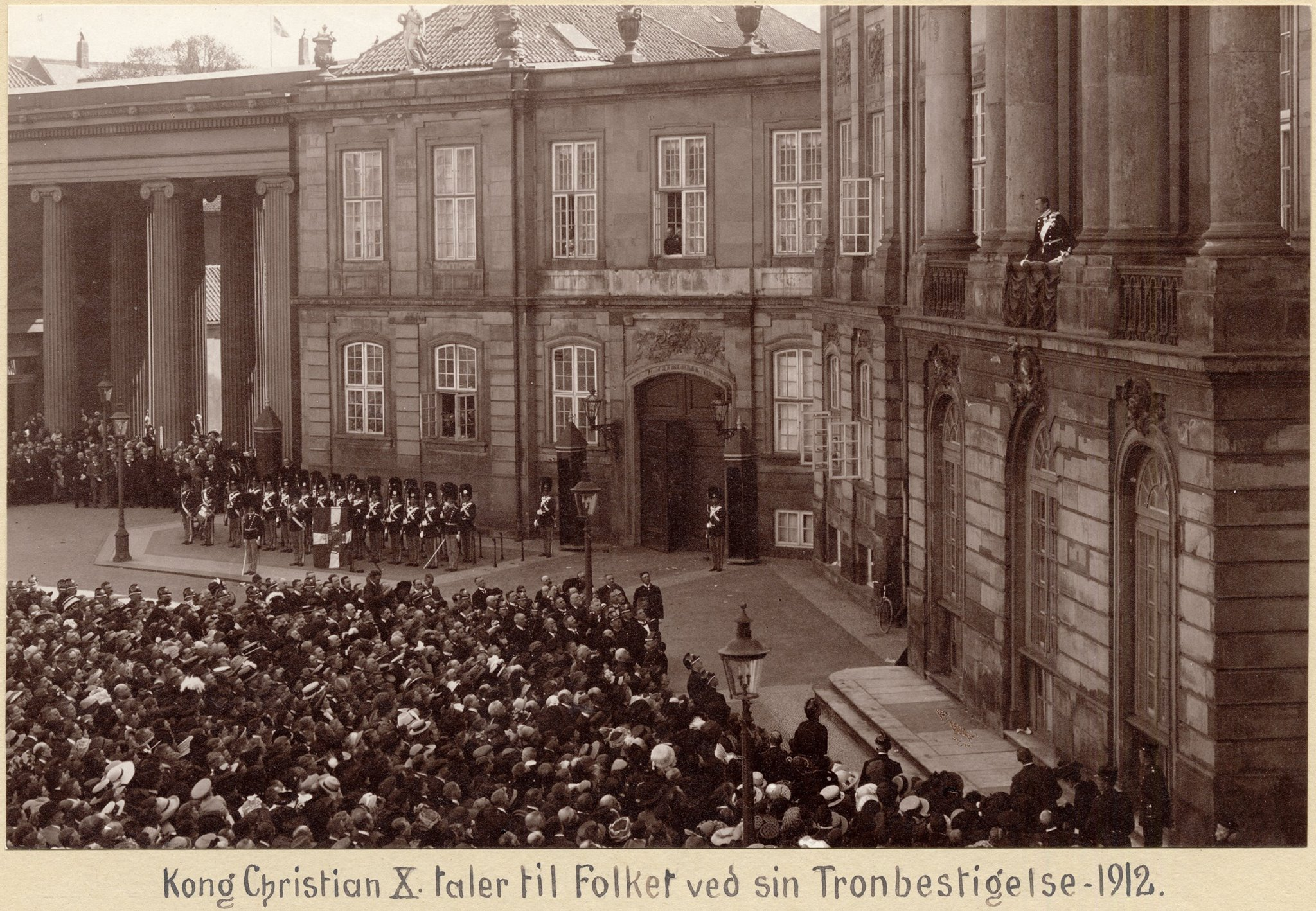
Christian X. nach seiner Thronbesteigung auf dem Balkon des Schlosses Amalienborg (1912)

Mit dem Tod seines Vaters Friedrich VIII. am 14. Mai 1912 wurde er zu König Christian X. proklamiert. Gemeinsam mit seiner Ehefrau unternahm er Reisen in alle dänischen Landesteile und besuchte auch die dänischen Außengebiete Grönland, Island und die Färöer. Die bis heute stattfindende jährliche Dänemark-Rundreise der Königsfamilie auf der Yacht Dannebrog wurde durch Christian und Alexandrine begründet.
Nach dem Ausbruch des Ersten Weltkriegs erklärte die dänische Regierung das Land für neutral. Der König unterstützte die Neutralitätspolitik durch seine Teilnahme am Dreikönigstreffen vom 18. Dezember 1914 im schwedischen Malmö. In einer gemeinsamen Erklärung bekräftigten die drei skandinavischen Monarchen Gustav V. von Schweden, Haakon VII. von Norwegen und Christian X. die strikte Neutralität ihrer Staaten während des Krieges.
Durch den Unionsvertrag vom 1. Dezember 1918 wurde die Unabhängigkeit Islands von Dänemark anerkannt, während Christian durch eine Personalunion als Kristján X. König von Island blieb. Island erhielt eine eigene Flagge sowie ein eigenes Wappen, Dänemark übernahm lediglich die Außenbeziehungen und Verteidigung der Insel. Die Gültigkeit des Vertrages war bis zu einer Volksbefragung nach 25 Jahren angesetzt, in der über die endgültige Unabhängigkeit von Dänemark entschieden werden sollte.

#### Osterkrise
Im April 1920 löste König Christian die Osterkrise 1920 aus – das vielleicht bedeutendste Ereignis in der Entwicklung der dänischen Monarchie im 20. Jahrhundert. Nachdem Dänemark im Deutsch-Dänischen Krieg (1. Februar bis 30. Oktober 1864) das Gebiet des früheren Herzogtums Schleswig an Preußen verloren hatte, beanspruchte es dieses Gebiet bis zum Ende des Ersten Weltkrieges. Im Friedensvertrag von Versailles wurde festgehalten, die staatliche Zugehörigkeit von Schleswig in zwei Volksabstimmungen zu regeln: eine in Nordschleswig (dem späteren dänischen Sønderjyllands Amt), die andere in Mittelschleswig, dem nördlichen Teil des heutigen Südschleswigs in Schleswig-Holstein. Südlich hiervon war keine Volksabstimmung vorgesehen, da es von einer deutschen Mehrheit bewohnt wurde und nach der damaligen Meinung bei Deutschland verbleiben sollte.
In der ersten Abstimmung in der Nordzone sprachen sich 75 % für einen Anschluss an Dänemark und 25 % für einen Verbleib bei Deutschland aus. In der zweiten Zone (Mittelschleswig) ergab sich ein umgekehrtes Resultat: 80 % stimmten für Deutschland und 20 % für Dänemark. In der Folge beschloss die Regierung von Ministerpräsident Carl Theodor Zahle, die Eingliederung Nordschleswigs voranzutreiben, während Mittelschleswig unter deutscher Kontrolle verbleiben sollte. Im Einverständnis mit vielen dänischen Nationalisten befahl König Christian seinem Premierminister, trotzdem auch einen Anschluss Mittelschleswigs voranzutreiben, um so das Wirtschaftszentrum Flensburg für Dänemark zu gewinnen. Zahle verweigerte die Befolgung dieses Befehls, da er angesichts der klaren deutschen Mehrheit in Mittelschleswig keine Grenzstreitigkeiten mit Deutschland heraufbeschwören wollte. Sieben Tage später trat er nach einer hitzigen Auseinandersetzung mit dem König zurück.

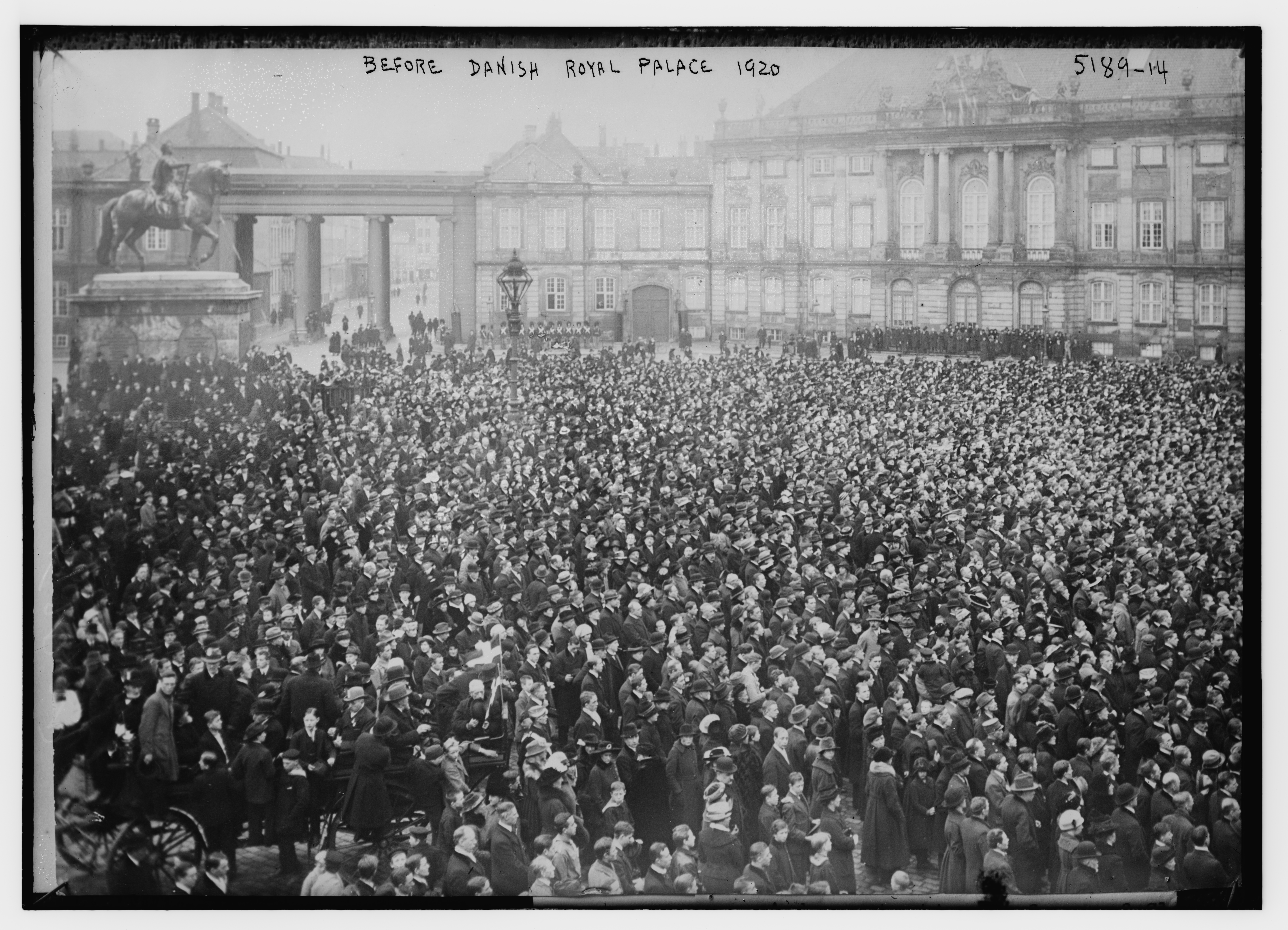
Demonstration gegen den König vor Schloss Amalienborg 1920

Darauf entließ der König den Rest der gewählten Regierung und ersetzte sie durch ein konservatives Interimskabinett. Dies führte in Dänemark zu Demonstrationen und beinahe zu einer Revolutionsstimmung; einige Tage lang schien die Zukunft der Monarchie in Frage gestellt. Es folgten Verhandlungen zwischen dem König und Mitgliedern der Sozialdemokratischen Partei. Angesichts der Umsturzgefahr und der drohenden Ausrufung einer Republik gab Christian X. nach, entließ die neue Regierung und setzte eine Kompromissregierung ein, bis im Laufe des Jahres Wahlen abgehalten werden konnten.
Dies war das letzte Mal, dass ein dänischer Monarch sich gegen das Parlament durchzusetzen versuchte. Nach dieser Krise akzeptierte Christian die mit reduzierten Kompetenzen ausgestattete Rolle als Staatsoberhaupt einer parlamentarischen Demokratie.

#### Besatzungszeit

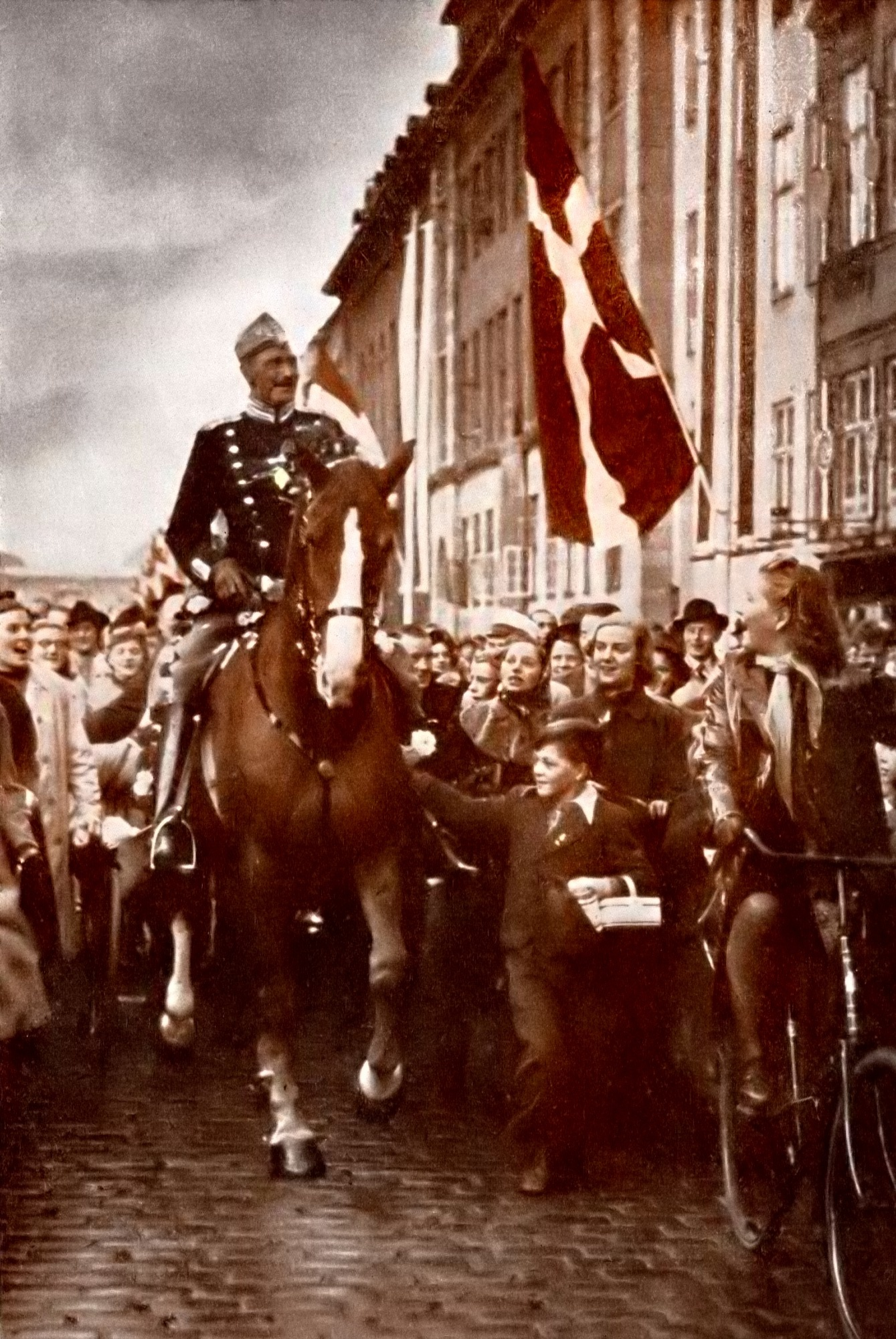
Christian X. in Kopenhagen 1940

Am Morgen des 9. April 1940 lief um 5:15 Uhr früh die „Operation Weserübung“ an. Christian X. hatte diese Invasion für undenkbar gehalten, ebenso wie sein Bruder, der norwegische König Haakon VII. Zwar war er vom dänischen Botschafter in Berlin gewarnt worden, hatte den Nachrichten aber keinen Glauben geschenkt. Noch am Vorabend der Invasion, mit der Kenntnis, dass ein großer deutscher Flottenverband Kurs nach Norden genommen hatte, besuchte Christian das königliche Theater. Am nächsten Morgen erhielt Dänemark von Deutschland das Ultimatum, sich unter den Schutz des Reiches zu stellen oder überrannt zu werden. Dänemark war völlig unzureichend gerüstet und deshalb außerstande, ernstzunehmenden Widerstand zu leisten oder sich zu verteidigen. Auch mit britischer Hilfe war nicht zu rechnen, die Expeditionsstreitmacht war in Richtung Norwegen ausgelaufen. Der dänische Oberbefehlshaber William Wain Prior forderte zwar symbolischen Widerstand, wurde aber bald von Premierminister Thorvald Stauning und Außenminister Munch zum Schweigen gebracht. Der König weigerte sich folglich, die Mobilmachung anzuordnen.
Bei der Konferenz in Schloss Amalienborg ließ der deutsche General und Verhandlungsführer Leonhard Kaupisch ein Bombergeschwader über den Palast fliegen. Das Ultimatum wurde akzeptiert. Christian war laut Kaupisch zwar „moralisch gebrochen“, bewahrte allerdings seine Würde und forderte für die Einrichtung deutscher Stützpunkte, dass es bei den inneren Angelegenheiten Dänemarks keine deutsche Einmischung geben solle. Dies sollte Christian X. später erlauben, die dänische Widerstandsbewegung zu decken und 7000 Juden in das neutrale Schweden flüchten zu lassen (siehe Rettung der dänischen Juden).
Im Unterschied zu seinem Bruder Haakon in Norwegen verließ er nicht das Land, sondern blieb in Dänemark und wurde zum Symbol des Widerstandes. Legendär wurden vor allem seine Ausritte durch die Straßen Kopenhagens, als herausfordernde Erinnerung an seine Präsenz, bis er schließlich 1943 von der deutschen Besatzungsmacht unter Hausarrest gestellt wurde.

#### Anekdoten aus der Besatzungszeit

Monogramm Christians X.

Christian X. wurde nach der Besetzung Dänemarks am 9. April 1940 durch Hitlerdeutschland für seine Courage bekannt. Demonstrativ ritt er jeden Morgen unbewaffnet und ohne Leibwache durch die Straßen Kopenhagens und wurde so zum Symbol für die Ablehnung der Dänen gegenüber ihren deutschen Besatzern.
1942 führte das Verhalten des Königs sogar zu einer schweren Krise mit Deutschland. Hitlers überschwängliches Glückwunschtelegramm zu König Christians 72. Geburtstag beantwortete der Geehrte schriftlich mit einem trockenen Meinen besten Dank. Chr. Rex, was Hitler als persönliche Beleidigung empfand, unmittelbar darauf den dänischen Botschafter in Deutschland auswies sowie den deutschen Botschafter in Kopenhagen, Cécil von Renthe-Fink, der als zögerlicher Diplomat galt, zurückrief und durch Werner Best ersetzte. Außerdem musste auf deutschen Druck der dänische Ministerpräsident Vilhelm Buhl zu Gunsten des vermeintlich deutschfreundlicheren Erik Scavenius zurücktreten.
Es wird berichtet – und im Allgemeinen als wahr angenommen –, dass König Christian sich energisch wehrte, als die nationalsozialistische Flagge auf Schloss Christiansborg, dem Sitz des dänischen Rigsdag, des Reichstags, gehisst werden sollte. Der König soll einem General der Besatzungsarmee befohlen haben, die Flagge zu entfernen. Als der General dies verweigerte, erklärte der König: „Ein dänischer Soldat wird die Flagge entfernen.“ Der deutsche Offizier sagte, ein solcher Soldat würde erschossen werden. König Christian, mit 1,99 Metern der größte dänische König der Geschichte, antwortete: „Das glaube ich nicht. Denn ich werde dieser Soldat sein.“ Daraufhin befahl der General, die Flagge unverzüglich zu beseitigen.
Aus dem demonstrativen Widerstand Christians X. gegen die Besatzer ist, wohl auch in Verbindung mit der Rettung der dänischen Juden im Oktober 1943, die nicht der Realität entsprechende Legende entstanden, der dänische König sei aus Protest gegen die Judenverfolgung im Land mit einem Judenstern an der Jacke durch die Stadt geritten. Diese Legende wird auch in dem Film Exodus aufgegriffen. Eine Variante dieser Legende schildert die Reaktion des Königs auf den Befehl der deutschen Besatzer, dass alle Juden einen gelben Stern zu tragen haben. Christian X. habe darauf geantwortet, dass ein Däne genauso gut wie der andere sei. Deshalb werde er als erster den Stern tragen und erwarten, dass jeder loyale Däne seinem Beispiel folgen werde. Am darauffolgenden Tag sei der deutsche Befehl widerrufen worden. Beide Legenden entsprechen nicht der Wahrheit, da die Juden in Dänemark nie gezwungen wurden, den Judenstern zu tragen. Die deutsche Besatzungsmacht gewährte dem besetzten Land in inneren Angelegenheiten seit der Operation Weserübung große Autonomie.

### Nachkriegszeit
Christian X. starb am 20. April 1947 in Kopenhagen. Er wurde am traditionellen Begräbnisort der königlichen Familie im Dom zu Roskilde bestattet. Sein ältester Sohn folgte ihm als König Frederik IX. auf dem Thron.

## Freimaurerei
Christian X. wurde 1889 bei den Freimaurern initiiert. Dort bekleidete er das Amt des Ordensmeister im dänischen Freimaurerorden.

## Vorfahren
|  |                                                      |  |  |  |  |  |  |  |  |  |  |  |  |
|  | Friedrich Wilhelm von Schleswig-Holstein (1785–1831) |  |  |  |  |  |  |  |  |  |  |  |  |
|  |                                                      |  |  |  |  |  |  |  |  |  |  |  |  |
|  |                                                      |  |  |  |  |  |  |  |  |  |  |  |  |
|  | Christian IX. König von Dänemark (1818–1906)         |  |  |  |  |  |  |  |  |  |  |  |  |
|  |                                                      |  |  |  |  |  |  |  |  |  |  |  |  |
|  |                                                      |  |  |  |  |  |  |  |  |  |  |  |  |
|  | Luise Karoline von Hessen-Kassel (1789–1867)         |  |  |  |  |  |  |  |  |  |  |  |  |
|  |                                                      |  |  |  |  |  |  |  |  |  |  |  |  |
|  |                                                      |  |  |  |  |  |  |  |  |  |  |  |  |
|  | Friedrich VIII. König von Dänemark (1843–1912)       |  |  |  |  |  |  |  |  |  |  |  |  |
|  |                                                      |  |  |  |  |  |  |  |  |  |  |  |  |
|  |                                                      |  |  |  |  |  |  |  |  |  |  |  |  |
|  | Wilhelm von Hessen (Rumpenheim) (1787–1867)          |  |  |  |  |  |  |  |  |  |  |  |  |
|  |                                                      |  |  |  |  |  |  |  |  |  |  |  |  |
|  |                                                      |  |  |  |  |  |  |  |  |  |  |  |  |
|  | Louise von Hessen (1817–1898)                        |  |  |  |  |  |  |  |  |  |  |  |  |
|  |                                                      |  |  |  |  |  |  |  |  |  |  |  |  |
|  |                                                      |  |  |  |  |  |  |  |  |  |  |  |  |
|  | Louise Charlotte von Dänemark (1789–1864)            |  |  |  |  |  |  |  |  |  |  |  |  |
|  |                                                      |  |  |  |  |  |  |  |  |  |  |  |  |
|  |                                                      |  |  |  |  |  |  |  |  |  |  |  |  |
|  | Christian X. König von Dänemark                      |  |  |  |  |  |  |  |  |  |  |  |  |
|  |                                                      |  |  |  |  |  |  |  |  |  |  |  |  |
|  |                                                      |  |  |  |  |  |  |  |  |  |  |  |  |
|  | Oskar I. König von Schweden (1799–1859)              |  |  |  |  |  |  |  |  |  |  |  |  |
|  |                                                      |  |  |  |  |  |  |  |  |  |  |  |  |
|  |                                                      |  |  |  |  |  |  |  |  |  |  |  |  |
|  | Karl XV. König von Schweden (1826–1872)              |  |  |  |  |  |  |  |  |  |  |  |  |
|  |                                                      |  |  |  |  |  |  |  |  |  |  |  |  |
|  |                                                      |  |  |  |  |  |  |  |  |  |  |  |  |
|  | Josephine von Leuchtenberg (1807–1876)               |  |  |  |  |  |  |  |  |  |  |  |  |
|  |                                                      |  |  |  |  |  |  |  |  |  |  |  |  |
|  |                                                      |  |  |  |  |  |  |  |  |  |  |  |  |
|  | Louise von Schweden-Norwegen (1851–1926)             |  |  |  |  |  |  |  |  |  |  |  |  |
|  |                                                      |  |  |  |  |  |  |  |  |  |  |  |  |
|  |                                                      |  |  |  |  |  |  |  |  |  |  |  |  |
|  | Friedrich Prinz der Niederlande (1797–1881)          |  |  |  |  |  |  |  |  |  |  |  |  |
|  |                                                      |  |  |  |  |  |  |  |  |  |  |  |  |
|  |                                                      |  |  |  |  |  |  |  |  |  |  |  |  |
|  | Luise von Oranien-Nassau (1828–1871)                 |  |  |  |  |  |  |  |  |  |  |  |  |
|  |                                                      |  |  |  |  |  |  |  |  |  |  |  |  |
|  |                                                      |  |  |  |  |  |  |  |  |  |  |  |  |
|  | Luise von Preußen (1808–1870)                        |  |  |  |  |  |  |  |  |  |  |  |  |
|  |                                                      |  |  |  |  |  |  |  |  |  |  |  |  |
|  |                                                      |  |  |  |  |  |  |  |  |  |  |  |  |